# Наташа Радојчић Кејн
Наташа Радојчић Кејн (енгл. Natasha Radojčić-Kane; Београд, 1966) америчка је списатељица српског порекла.
У Београду је завршила основну и средњу школу и студирала на Факултету драмских уметности.
Одселила се у Њујорк 1989. године. Касније је дипломирала енглеску књижевност на Универзитету Фордам. Постдипломске студије је завршила на Универзитету Колумбија где је добила звање мастер лепих уметности за прозно писање.
Живи у Њујорку и пише на енглеском језику. Предаје на Језуитском универзитету (реторику и језичку композицију), а на Уметничкој школи за професионалне писце „Медиа Бистро” предаје модерни роман.
Написала је три романа: „Повратак ратника”, „Ти овде не мораш да живиш” и „Сањарења о Мисисипију”, једну драму, „Куршлус”. Њена дела су преведена на више светских језика.